# Farmers Branch
Farmers Branch város az USA Texas államában, Dallas megyében. Lakosainak száma 35 991 fő (2020. április 1.).

## Népesség
A település népességének változása:

| 2010 | 28 616 |
| 2020 | 35 991 |